# Diritti LGBT e comunismo
L'accettazione dell'omosessualità e il riconoscimento dei diritti LGBT nel comunismo si sono evoluti radicalmente nel corso della storia. Nel XX secolo gli Stati marxisti e i loro partiti potevano variare anche radicalmente di opinione nei riguardi delle persone LGBT, con qualche esempio tra i primi loro partiti politici che si schierarono a sostegno delle rivendicazioni del movimento LGBT, mentre altri mantenevano un punto di vista rigorosamente contrario.
Nel XXI secolo nella maggior parte dei Paesi che si autodefiniscono socialisti non vi è ancora una parità di diritti tra persone LGBT e non, con, in taluni casi, come quello della Corea del Nord, culture che tendono alla censura, alla ridicolizzazione ed alla repressione dell'omosessualità, mentre i partiti e movimenti comunisti sono generalmente a favore dei diritti LGBT (anche se con varie eccezioni) e l'unico Stato socialista presente nel continente americano, Cuba, dopo l'iniziale inclusione degli omosessuali in campi di "rieducazione" (UMAP), dove venivano sottoposti a svariate forme di umiliazione, ha sostenuto una politica pro-LGBT a partire dagli anni settanta.

## Storia

### Marxismo

#### Nelle origini
I dirigenti e gli intellettuali comunisti hanno preso molte posizioni differenti sulle tematiche inerenti ai diritti LGBT. Karl Marx e Friedrich Engels hanno detto molto poco su questo argomento nelle loro opere pubblicate. Marx in particolare ha commentato raramente sulla sessualità in generale. Lo storico Norman Markowitz, scrivendo per "Politicalaffairs.net – Communist Party USA" afferma che: "ad essere sinceri si trova da parte di Marx il rifiuto di occuparsi della questione e anche solo d'intrattenere il soggetto, mentre da parte di Engels un'aperta ostilità nei confronti degli individui coinvolti.
Questo perché in privato Engels ha criticato l'omosessualità maschile collegandola all'antica pederastia greca dicendo che: "gli antichi Greci caddero nella pratica abominevole della sodomia degradando allo stesso modo i loro Dèi e se stessi con il mito di Ganimede"; Engels affermò anche che il movimento pro-pederastia stava facendo una propaganda trionfante, indicando anche il dottor Karl Boruttau come "Schwanzschwulen" (frocio) in privato.
Il partito Comunista di Germania durante la repubblica di Weimar si è unito con i socialdemocratici a sostegno degli sforzi per legalizzare i rapporti omosessuali tra adulti consenzienti in privato. 
La situazione dei diritti LGBT nel primo governo comunista in Russia era un po' mista. Il Partito Comunista dell'Unione Sovietica con a capo Lenin ha abolito tutte le leggi zariste e nel codice penale seguito nel 1920 non penalizzava più la sessualità non commerciale (senza fini di prostituzione) tra le persone dello stesso sesso, adulte e consenzienti in privato. Esso aveva inoltre previsto anche il divorzio e legalizzato l'aborto. Tuttavia l'omosessualità ha continuato a rimanere un reato in alcune repubbliche sovietiche fino agli anni venti.
Nel 1933 Stalin fa aggiungere l'articolo 121 al codice di diritto penale sovietico, che ha reso l'omosessualità maschile un crimine punibile fino a cinque anni di carcere ai lavori forzati. Il motivo preciso di questa criminalizzazione è ancora in qualche modo fonte di controversia tra gli storici. Le poche dichiarazioni ufficiali del governo in merito alla legge tendevano a confondere l'omosessualità con la pedofilia ed era correlata alla convinzione che l'omosessualità fosse praticata solo tra fascisti e nell'aristocrazia.
La legge è rimasta intatta fino a dopo la dissoluzione dell'Unione Sovietica; è stata abrogata nel 1993.
Secondo Russia Today la legge contro l'omosessualità ha portato a "diverse centinaia di persone accusate ogni anno" e che "era anche uno strumento utile in campo politico ed è stata volta su accuse di spionaggio durante gli anni delle grandi purghe operate dal Narodnyj komissariat vnutrennich del (NKVD)".

#### Gay e membri del partito comunista
Ai gay sono stati a volte negati i diritti di appartenenza ed espulsi dai partiti comunisti di tutto il mondo nel corso del XX secolo, come la maggior parte dei partiti comunisti hanno seguito i precedenti sociali stabiliti dal URSS. Tuttavia, questo non è sempre stato così.
Notevoli membri gay di partiti comunisti sono:
- Mark Ashton (fondatore del "Lesbians and Gays Support the Miners"[21] e avvocato per i diritti LGBT) - membro del Partito Comunista di Gran Bretagna[22].
- Harry Hay (attivista per i diritti gay, avvocato del lavoro[23], nativo americano e attivista per i diritti civili[24], fondatore dalla Mattachine Society[25], cofondatore del Gay Liberation Front[26]) - membro del Partito Comunista degli Stati Uniti d'America[27].

#### Associazione del comunismo con l'omosessualità da parte di anti-comunisti
La frase "Bolscevismo sessuale" ha origine nella Germania di Weimar nel 1920 per opera del pastore Ludwig Hoppe di Berlino come un termine più generale di approvazione al libertinaggio. Quando la Germania nazista è venuta in essere dopo i fallimenti del governo di Weimar, i nazisti usavano il termine di "bolscevismo sessuale" per riferirsi alla "degenerazione" sessuale percepita, in particolare l'omosessualità.

#### Eventi che portano all'associazione del comunismo con l'omosessualità
I pronunciamenti di medici, psicologi e assistenti sociali sul campo della storia della sessualità umana durante l'epoca di Weimar, così come nei riguardi del movimento femminista, favorirono il lancio di tutta una serie di teorie del complotto soprattutto tra gli ambienti più vicini al conservatorismo sociale e tra queste vi era anche quella che riguardava la relazione intercorrente tra comunismo e omosessualità.
Ogni forma di rivoluzione sessuale venne derisa come indice di promiscuità, di conseguenza portando ad un aumento delle malattie sessualmente trasmissibili. La risposta di coloro che si opponevano al "bolscevismo sessuale" fu quella di promuovere i valori familiari e gli studi sull'eugenetica.
Vi furono eventi specifici che "Glbtq.com" (un'enciclopedia online di cultura LGBT) afferma che abbiano contribuito al collegamento del comunismo con l'omosessualità negli Stati Uniti d'America: Per esempio nel 1948 Whittaker Chambers, un editor e scrittore della rivista Time nonché ex membro del Partito Comunista degli Stati Uniti d'America e corriere in una cerchia di spie sovietica infiltrate nel governo americano, accusò Alger Hiss, direttore del Carnegie Endowment for International Peace di falsa testimonianza e, implicitamente, di spionaggio sovietico. La vasta copertura mediatica fatta allo scandalo lasciò intendere che Chambers aveva una cotta per Hiss, stabilendo così un legame tra il comunismo e l'omosessualità. Chambers era fin troppo desideroso di rafforzare il collegamento, dichiarando all'FBI che le sue attività omosessuali erano smesse una volta che aveva lasciato il partito comunista. Inoltre, il volo del 1951 per l'Unione Sovietica delle spie gay inglesi Guy Burgess e Donald Duart Maclean contribuì anch'esso ad alimentare l'associazione dell'omosessualità e dell'alto tradimento nell'immaginario pubblico.

#### Guerra fredda
Durante il periodo conosciuto come maccartismo (tra la fine degli anni quaranta e i primi anni cinquanta) il senatore statunitense Joseph McCarthy associò omosessualità e comunismo in quanto entrambi venivano considerate come minacce allo "stile di vita americano". In entrambi i casi l'associazione con la malattia fornì i mezzi di legittimazione per l'isolamento dei "giovani impressionabili".
La questione dell'omosessualità era intimamente correlata alle preoccupazioni per la sicurezza e svariati membri del governo furono licenziati a causa del loro orientamento sessuale e perché erano stati travolti dalla feroce politica di anticomunismo varata in quel lasso di tempo. Lo storico George Chauncey ha osservato che "lo spettro dell'omosessualità invisibile ossessionò i primi tempi della guerra fredda in America e che gli omosessuali furono costantemente veduti, oltre che come malati, anche come sintomo di un'invasione, come per la percezione del pericolo comunista.
McCarthy usò spesso le accuse di omosessualità come tattica sotterranea nella sua crociata anticomunista, spesso combinando nella sua campagna il pericolo rosso e il "pericolo violetto" (cioè omosessuale). In un'occasione giunse fino al punto di annunciare ai giornalisti "Se vuoi essere contro McCarthy, ragazzo, hai avuto modo di essere un comunista o un succhiac..." Alcuni storici hanno sostenuto che nel collegare comunismo, omosessualità e squilibrio psichico McCarthy impiegava l'associazione per produrre un qualche senso di colpa se la prova rivolta agli accusati per l'attività comunista era carente.
Il senatore Kenneth Wherry tentò similmente di richiamare una connessione tra omosessualità e antinazionalismo; egli affermò in un'intervista con Max Lerner che "non si possono separare facilmente gli omosessuali dai sovversivi". Più avanti, in quella stessa intervista, disegnò la linea che separava i buoni patrioti americani dai gay, negando che potessero svolgere con competenza ruoli governativi.
La connessione tra i gruppi a favore dei diritti LGBT e la sinistra radicale non era però solo un parto della fantasia dei demagoghi. La Mattachine Society, uno dei primi gruppi per i diritti dei gay negli USA, venne fondata proprio da Harry Hay, un'ex membro del partito comunista e che venne cacciato dal partito per i suoi stretti legami con il gruppo che aveva fondato.
Il famoso ex agente comunista sovietico Whittaker Chambers in particolare trascorse il proprio tempo all'interno della sinistra sotterranea e perseguendo affari sia con gli omosessuali sia con gli eterosessuali, ma non riuscì a mantenere tranquillamente i suoi legami in quanto i suoi soci comunisti disprezzavano l'omosessualità. Chambers in seguitò si legò alla pittrice pacifista Esther Shemitz lavorando come giornalista e redattore.

#### Attualità
In tempi recenti alcuni sostenitori della fascia politica destra americana hanno approvato le teorie della cospirazione riguardanti il comunismo, l'omosessualità e i diritti LGBT. Ad esempio uomini associati alla Dean Bible Ministries Men's Prayer Breakfast come Rafael Cruz (padre del senatore del Partito Repubblicano Ted Cruz, supportato dai "Tea Party Patriots") ha sostenuto che il matrimonio omosessuale, l'evoluzionismo e i diritti LGBT sono tutti parte di un complotto comunista/socialista atto a distruggere Dio, l'America e la famiglia nucleare.

## Diritti LGBT nei partiti comunisti

### Diritti LGBT nei partiti marxisti
I partiti comunisti bollavano l'omosessualità come un vizio capitale borghese, sostenendo che i ricchi, avendo così tanti soldi, si annoiassero del normale coito eterosessuale e che ne volessero sperimentare uno nuovo. Nel 1934 Iosif Stalin fece passare l'Articolo 121 del Diritto Penale Sovietico, il quale prevedeva l'internamento nei Gulag di ogni omosessuale o presunto tale.

## Diritti LGBT negli Stati comunisti

### Diritti LGBT da parte degli Stati comunisti attuali
Ad oggi Cuba è l'unico stato comunista che ha legalizzato il matrimonio tra persone dello stesso sesso e l'adozione da parte di coppie dello stesso sesso.

#### Corea del Nord
In Corea del Nord, i diritti LGBT sono molto limitati, e il tema dell'omosessualità rimane un tabù. Mentre il governo proclama la tolleranza per le persone gay e ha dichiarato la sua convinzione che l'omosessualità non è una scelta ma causa di fattori genetici, respinge la presunta "promiscuità e classismo" della cultura LGBT presente nella civiltà occidentale.

### Diritti LGBT negli ex Stati comunisti

#### Albania
Il regime instaurato da Enver Hoxha nella Repubblica Popolare Socialista d'Albania penalizzava i rapporti sessuali tra persone dello stesso sesso con lunghe pene detentive, il bullismo omofobico e l'ostracismo. L'articolo 137 del codice di diritto penale, riguardante i "crimini contro la morale sociale", dichiarava che la pederastia è punibile fino a dieci anni di privazione della libertà. La parola "pederastia" è stata utilizzata come un termine in codice per il rapporto sessuale tra due uomini adulti consenzienti ed insieme per qualsiasi atto di pedofilia tra un adulto e un bambino.

#### Benin
I rapporti sessuali tra persone dello stesso sesso sono sempre stati legali nella Repubblica Popolare del Benin. Il Benin ha adottato nel 1947 una modifica del codice penale risalente al 1877, sotto la Repubblica di Dahomey, che ha fissato un limite di età del consenso generale fissato a 13 anni di età entrambi i sessi, ma ha altresì penalizzato ogni atto che risultasse indecente o "contro natura", se commesso con una persona dello stesso sesso sotto i 21 anni: "Fatte salve le sanzioni più severe previste dai paragrafi che precedono o dagli articoli 332 e 333 del presente codice, è punito con la reclusione da sei mesi a tre anni e con la multa da 200 a 50.000 franchi chiunque commette un atto indecente o [un atto] contro natura con un minore ... dello stesso sesso sotto i 21 anni".

#### Bulgaria
La Repubblica Popolare di Bulgaria ha mantenuto il codice penale del precedente Regno di Bulgaria, che criminalizzava i rapporti sessuali tra maschi di più di 16 anni di età con almeno 6 mesi di reclusione. Il codice penale del 13 marzo 1951 ha aumentato la pena fino a 3 anni di carcere. Il Codice penale riveduto del 1º maggio 1968 ha legalizzato il rapporto sessuale tra persone dello stesso sesso (solo maschi).

#### Congo
I rapporti sessuali tra persone dello stesso sesso sono sempre rimasti legali nella Repubblica Popolare del Congo.

#### Cecoslovacchia
Nel 1962 la Repubblica Socialista Cecoslovacca ha depenalizzato i rapporti sessuali tra persone dello stesso sesso a seguito della ricerca scientifica del dottor Kurt Freund che ha portato alla conclusione che l'orientamento omosessuale non può essere modificato.

#### Etiopia
Il governo provvisorio militare socialista dell'Etiopia (Derg) e la Repubblica Democratica Popolare d'Etiopia ha adottato il precedente codice penale del 1957 dell'Impero etiope, che criminalizzava chiunque "esibisce con un'altra persona dello stesso sesso un atto corrispondente all'atto sessuale, o qualsiasi altro atto indecente, punibile con la reclusione semplice".

#### Germania Est
Nella zona di occupazione sovietica della Germania, lo sviluppo della legislazione non è stato uniforme. Il governo della Turingia, ad esempio, moderò i paragrafi 175 e 175a in un modo simile a quello contemplato nel progetto di codice di diritto penale del 1925 mentre, negli altri stati (Länder), la versione del 1935 del codice è rimasta in vigore senza modifiche.
Anche se nel 1946 l'Ausschuss für Rechtsprüfung di Berlino Est consigliò specificamente di non includere il Paragrafo 175 in un nuovo codice penale, questa raccomandazione non ha però avuto conseguenze. L'Alta Corte Provinciale di Halle, nel 1948, decise che per la Sassonia-Anhalt gli articoli 175 e 175a dovevano essere visti come una delle tante ingiustizie perpetrate dai nazisti, a causa di uno sviluppo giuridico progressivo che era stato rotto e anche invertito. Gli atti omosessuali dovevano essere giudicati solo in base alle leggi della Repubblica di Weimar.
Nel 1950, un anno dopo la costituzione della Repubblica democratica tedesca, la Corte d'Appello di Berlino Est decise, per tutta la Germania Est, il ripristino della validità della vecchia forma, pre-1935, del Paragrafo 175. Tuttavia, in contrasto con l'azione precedente della Corte di Appello di Halle, il nuovo Paragrafo 175a rimase invariato, poiché si diceva proteggesse la società contro gli "atti omosessuali socialmente nocivi di carattere qualificato".
Dal 1953 al 1957, in seguito ai moti operai del 1953 nella Germania Est, il governo della RDT istituì un programma di "riforma morale" per costruire una solida base per la nuova repubblica socialista, in cui la mascolinità e la famiglia tradizionale venivano difesi, mentre l'omosessualità, vista come contravvenzione ai "costumi sani delle persone che lavorano", continuò ad essere perseguita ai sensi dell'art. 175. Il rapporto sessuale omosessuale fu "venduto alternativamente come un residuo della decadenza borghese, un segno di debolezza morale e una minaccia per la salute sociale e politica della nazione".
Nel 1954, lo stesso tribunale decise che secondo il Paragrafo 175a anche il solo presupporre atti equivale a un rapporto sessuale. La lascivia (Unzucht) fu definita come qualsiasi atto che viene eseguito a suscitare eccitazione sessuale e "viola il sentimento morale dei nostri lavoratori". Una revisione del codice penale nel 1957 ha consentito di mettere da parte il perseguimento di un'azione illegale che non rappresentasse alcun pericolo per la società socialista, a causa della mancanza di conseguenze. Questa rimozione dal corpus del Paragrafo 175 rese meno efficace la legge, perché la Corte d'Appello di Berlino Est (Kammergericht) decise che tutte le pene che derivavano dalla vecchia forma del Paragrafo 175 dovevano essere sospese a causa della insignificanza degli atti a cui essa era stata applicata. Su questa base, gli atti omosessuali tra adulti consenzienti cessarono di essere puniti, a partire dalla fine degli anni '50.
Gay club e gruppi di omosocializzazione furono autorizzati ad organizzarsi liberamente, purché realizzati con collegamenti con le Chiese protestanti. Questo perché la posizione ufficiale del Partito Socialista Unificato di Germania fu quella di mettere fuori legge la discriminazione sulla base dell'orientamento sessuale, ma nello stesso tempo ignorando che le relazioni LGBT esistessero. Il 1º luglio 1968, la DDR adottò un nuovo codice di diritto penale. In esso, il § 151 prevedeva una pena fino a tre anni di carcere o di libertà vigilata per un adulto (18 anni e oltre) che si fosse impegnato in atti sessuali con un giovane (18 anni) dello stesso sesso. Questa legge non fu applicata solo agli uomini che avevano rapporti sessuali con i ragazzi, ma anche per le donne che avevano rapporti sessuali con le ragazze. Secondo la storica Heidi Minning, i tentativi da parte di lesbiche e gay, in Germania Est, per stabilire una comunità visibile, sono stati "ostacolati in ogni modo da parte del governo e del partito (SED)". Lei scrive: "Le forze di polizia sono state utilizzate in numerose occasioni per rompere o prevenire gli eventi pubblici di gay e lesbiche. La censura centralizzata ha impedito la presentazione dell'omosessualità nella stampa e nei media elettronici, così come l'importazione di tali materiali".
Alla fine degli anni '80, il governo della Germania Est fece aprire una discoteca gay di proprietà dello Stato a Berlino Est. Nel 1987, l'età del consenso venne equalizzata per i rapporti omosessuali. L'11 agosto 1987, la Corte Suprema della DDR ritirò una sentenza di condanna ai sensi dell'art. 151 sulla base del fatto che "l'omosessualità, come l'eterosessualità, rappresenta una variante del comportamento sessuale. Le persone omosessuali, pertanto, non stanno al di fuori della società socialista e i diritti civili sono garantiti a loro esattamente come a tutti gli altri cittadini". Un anno dopo, la Volkskammer (la Camera del popolo), alla sua quinta revisione del codice penale, portò la legge scritta in linea con quanto la Corte aveva stabilito, abolendo il Paragrafo 151 senza sostituzione. L'atto venne convertito in legge il 30 maggio 1989; questa rappresentò rimozione di ogni riferimento specifico per l'omosessualità da parte della legge penale tedesco-orientale.
Nel 1989, il film tedesco intitolato "Coming Out", per la regia di Heiner Carow, fu mostrato nella notte in cui il muro di Berlino crollò; esso racconta la storia di un uomo tedesco-orientale che perviene ad accettare la propria omosessualità, con gran parte del suo tempo passato nei gay bar locali. Questa fu l'unica pellicola tedesco-orientale a tema LGBT.

#### Mongolia
I rapporti sessuali tra persone dello stesso sesso sono stati legalizzati, nella Repubblica Popolare Mongola, nel 1961.

#### Polonia
I rapporti sessuali tra persone dello stesso sesso sono sempre stati legali durante l'esistenza della Repubblica Popolare di Polonia.

#### Romania
La Repubblica Popolare di Romania e la Repubblica Socialista di Romania adottarono il codice penale del 1937 all'epoca del Regno di Romania, che vietava "atti di inversione sessuale commessi tra uomini o tra donne, se provocando pubblico scandalo". Nel 1948, questa "omosessualità pubblica" è stata interpretata premurosamente dalla corte, comprendendo tutte le situazioni sia pubbliche che private, se "provocando scandalo"; in tal modo l'omosessualità divenne de facto illegale.
Nel nuovo codice penale della Repubblica popolare rumena, il vecchio articolo 431 induriva le sanzioni da un minimo di 2 anni a un massimo di 5. Nel 1957 già scompare il "pubblico scandalo", e qualsiasi rapporto sessuale consenziente tra persone dello stesso sesso è criminalizzato. Dopo l'ascesa di Nicolae Ceaușescu al potere, nel 1968, il codice di base venne ancora una volta rivisto, introducendo l'articolo 200 e spostando l'infrazione dal dominio pubblico nel privato: "I rapporti sessuali tra persone dello stesso sesso sono puniti con la reclusione da 1 a 5 anni. Agli atti di cui al paragrafo 1, commesso contro un minore, contro una persona incapace di difendersi o di esprimere la sua volontà, o con la coercizione, è punito con la reclusione da 2 a 7 anni. Se l'atto di cui al paragrafo 2 e 3 risultasse in gravi lesioni dell'integrità fisica o della salute, la pena è della reclusione da 3 a 10 anni, e se provoca la morte o il suicidio della vittima, la pena è della reclusione da 7 a 15 anni. L'istigazione o l'incoraggiare una persona a praticare l'atto di cui al paragrafo 1 è punito con la reclusione da 1 a 5 anni".
L'articolo 200 era mirato per il regime di Ceauşescu in quanto, dal 1970, offrì una leva per rafforzare il controllo sociale. Queste restrizioni previste dal codice penale erano rigorosamente uniche per la Romania e nessun altro paese europeo. In seguito, le restrizioni punitive non inclusero più i rapporti che si consideravano omosessuali, in quanto essi venivano invece considerati come opera di malati di mente.

#### Somalia
Ai sensi dell'articolo 409 del codice penale somalo, introdotto nel 1973, il rapporto sessuale con una persona dello stesso sesso è punito con la reclusione da tre mesi a tre anni nella Repubblica Democratica Somala. Un "atto di libidine" diverso dal rapporto sessuale è punito con una pena detentiva da due mesi a due anni. Ai sensi dell'articolo 410 del codice penale somalo, una misura di sicurezza aggiuntiva può accompagnare le pene per gli atti omosessuali, di solito provenienti in forma di sorveglianza da parte della polizia per evitare la "reiterazione del reato". Le minacce frequenti messe in atto contro le persone omosessuali indicano che la Somalia tollera le esecuzioni di omosessuali.

#### Jugoslavia
Durante la seconda guerra mondiale, l'Esercito Popolare di Liberazione della Jugoslavia emise numerose condanne a morte contro i partigiani la cui omosessualità fu rivelata. Dopo la guerra iniziò un'efficace repressione della comunità gay, con le persone LGBT etichettate dai comunisti come "nemici del sistema"; inoltre, agli omosessuali venne vietata l'adesione alla Lega dei Comunisti di Jugoslavia.
Quando fu costituita la Repubblica Socialista Federale di Iugoslavia essa adottò il codice di diritto penale risalente al 1929, una legislazione precedente del Regno di Jugoslavia, la quale vietava "l'ingiustizia contro l'ordine della natura" (rapporto di sesso anale) tra gli esseri umani. Più tardi (nel 1959), il paese limitò il reato per applicarlo solo ai rapporti anali tra maschi; ma con la pena massima ridotta da 2 a 1 anno di carcere. Nel 1973, la "Camera Medica Croata" rimosse l'omosessualità dalla sua lista dei disturbi mentali.
Nel 1974 la Jugoslavia adottò una nuova costituzione federale che ha portato all'abolizione del codice penale fino ad allora vigente, consentendo a ciascuna repubblica socialista di creare i propri. Nel 1977, la Provincia Socialista Autonoma della Voivodina, la Repubblica Socialista di Croazia, la Repubblica Socialista di Montenegro e la Repubblica Socialista di Slovenia adottarono i propri codici penali individuali, decriminalizzando i rapporti anali tra maschi. Il rapporto anale sessuale rimase illegale nella Repubblica Socialista di Bosnia ed Erzegovina e nella Repubblica Socialista di Serbia, escludendo la Provincia Autonoma Socialista di Voivodina.
Nel 1985, Toni Marošević è diventata la prima persona apertamente gay della nazione media, e fu ospitato brevemente in uno show radiofonico sulla "Radio Gioventù" croata che si occupava di questioni sociopolitiche marginali; rivelò poi che gli fu chiesto in più occasioni dalla Lega dei Comunisti di Croazia di formare una fazione LGBT del partito. La prima associazione lesbica ("Iniziativa di Lila") in Croazia venne costituita nel 1989, ma cessò di esistere un anno dopo. Nel 1990 la Voivodina venne reincorporata nel sistema giuridico della Serbia, con la conseguenza che i rapporti sessuali anali tra uomini divennero nuovamente reati.

#### Ungheria
La Repubblica Popolare d'Ungheria ha adottato il codice penale del Regno d'Ungheria, che puniva i rapporti sessuali tra persone dello stesso sesso (solo maschi) con il carcere fino a 1 anno. Nel 1961, i rapporti sessuali tra persone dello stesso sesso (solo maschi) al di sopra dei 20 anni sono stati depenalizzati. Nel 1978, un nuovo codice penale ha abbassato l'età del consenso a 18 anni.

## Famosi comunisti LGBT

### LGBT marxisti
| Nome                       | Periodo    | Nazionalità                   | Affiliazione politica                         | Carriera               | Orientamento sessuale | Identità di genere                                 |
| -------------------------- | ---------- | ----------------------------- | --------------------------------------------- | ---------------------- | --------------------- | -------------------------------------------------- |
| Mark Ashton                | 1960 –1987 | Britannico                    | Partito Comunista di Gran Bretagna            | Attivista britannico   | ?                     | Cisgender                                          |
| Georgij Vasil'evič Čičerin | 1872 –1936 | Sovietico (formalmente russo) | Partito Comunista dell'Unione Sovietica       | Politico sovietico     | Gay                   | Cisgender                                          |
| Harry Hay                  | 1912 –2002 | Statunitense                  | Partito Comunista degli Stati Uniti d'America | Attivista statunitense | ?                     | Cisgender                                          |
| Vladimir Luxuria           | n. 1965    | Italian                       | Partito della Rifondazione Comunista          | Politica italiana      | ?                     | Transgender (identificata come Genere non-binario) |
| Sunil Pant                 | n. 1972    | Nepalese                      | Partito Comunista del Nepal (unito)           | Politico nepalese      | Gay                   | Cisgender                                          |

### Ex marxisti LGBT
| Nome             | Periodo    | Nazionalità  | Affiliazione politica                                                                     | Carriera               | Orientamento sessuale | Identità di genere |
| ---------------- | ---------- | ------------ | ----------------------------------------------------------------------------------------- | ---------------------- | --------------------- | ------------------ |
| Rosario Crocetta | n. 1951    | Italiano     | Partito della Rifondazione Comunista Partito Comunista Italiano (fino al 1991)            | Politico italiano      | Gay                   | Cisgender          |
| Tom Driberg      | 1905 –1976 | Britannico   | Partito Comunista di Gran Bretagna                                                        | Politico britannico    | Gay                   | Cisgender          |
| Franco Grillini  | n. 1955    | Italiano     | Partito Comunista Italiano                                                                | Politico italiano      | Gay                   | Cisgender          |
| Bayard Rustin    | 1912 –1987 | Statunitense | Partito Comunista degli Stati Uniti d'America                                             | Attivista statunitense | Gay                   | Cisgender          |
| Nichi Vendola    | n. 1958    | Italiano     | Partito della Rifondazione Comunista (1991 –2009) Partito Comunista Italiano (1972 –1991) | Politico italiano      | Gay                   | Cisgender          |